# У рамках долі — Історія 1-ї української дивізії УНА 1943—1945
«У ра́мках до́лі — Істо́рія 1-ї украї́нської диві́зії УНА́ 1943—1945» — документальний фільм режисера Тараса Химича, відзнятий 2005 року. Стрічка показує повну хроніку діяльності дивізії «Галичина». Фільм побудований таким чином, що глядач немов проходить з режисером всю хронологію подій, від зародження дивізії до останнього дня її існування.

## Сюжет
За основу фільму взяли книгу колишнього підстаршини дивізії «Галичина», кулеметника Леоніда Мухи під назвою «З Австрії на Колиму. Спогади дивізійника».
Колишній воїн Першої української дивізії Леонід Муха сказав:
|  | Ми були горді з того, що ми — українці. Ми боролися проти Радянської імперії, проти більшовизму, а не проти простих радянських солдат |

У засланні на Колимі Леонід Муха відбув вісім років. Назва фільму вибрана не випадково. Прослідковуючи події, ми розуміємо, що дивізія весь час діяла у вузьких рамках обставин, і вибір був дуже невеликим. Навіть про рішення піти у дивізію учасники подій розповідають, як про вибір між радянськими і німецькими військами. Залишитися поза військовими подіями ці хлопці не могли.
На думку режисера, тему національно-визвольної боротьби українського народу висвітлено досить однобічно. Проте пошуки історичної правди вимагають об'єктивності та неупередженості.

Тарас Химич так висловився про фільм: 
|  | Цей фільм – не пафосна чи скандальна заява, «У рамках долі» — розповідь, яка має наштовхнути на роздуми, але нічого не пояснювати. Я хочу, щоб глядач зрозумів, що дивізія «Галичина» — це,передусім, долі 40 тисяч дивізійників, 16-17-річних хлопців, які там воювали |

Фільм у вигляді хронологічного викладу подій, між якими вставлено спогади-монологи Леоніда Мухи. 45-хвилинній стрічці притаманна щільна інформативність, відсутність авторських коментарів, свіжий і незаангажований погляд на події 60-річної давности.